# Villeromain
Villeromain település Franciaországban, Loir-et-Cher megyében. Lakosainak száma 222 fő (2022. január 1.). Villeromain Crucheray, Périgny, Pray, Tourailles és Villemardy községekkel határos.

## Népesség
A település népessége az elmúlt években az alábbi módon változott:
| Lakosok száma | 238  | 210  | 211  | 205  | 236  | 245  | 240  | 236  | 234  | 222  |
|               | 1968 | 1982 | 1990 | 2006 | 2013 | 2015 | 2017 | 2019 | 2020 | 2022 |